# Braquipoteri
Els braquipoteris (Brachypotherium) són un gènere extint de mamífers perissodàctils de la família dels rinoceronts (Rhinocerotidae) que visqueren a Euràsia des del Miocè inferior fins al Pliocè inferior, fa entre 3,6 i 23 milions d'anys. Se n'han trobat restes fòssils a Alemanya, Àustria, Egipte, Eslovàquia, Espanya (incloent-hi el Molí Calopa, a Rubí), Etiòpia, França, l'Índia, l'Iraq, el Kazakhstan, Kenya, Líbia, el Nepal, el Pakistan, Polònia, Portugal, la República Txeca, el Tadjikistan, Tailàndia, Tunísia, Uganda i la Xina. A diferència dels rinoceronts d'avui en dia, mancaven de banyes i tenien el cos voluminós com el d'un hipopòtam.